# Voyage du pape François à Lampedusa
Le voyage du pape François à Lampedusa, le 8 juillet 2013, constitue le premier déplacement de son pontificat. Cette visite hautement symbolique vise à rendre hommage aux migrants morts en mer Méditerranée et à dénoncer l'indifférence face à leur sort.

## Contexte

### Lampedusa, porte d'entrée vers l'Europe
Située entre la Sicile et la Tunisie, l'île italienne de Lampedusa est devenue, au début des années 2010, un point d'entrée majeur pour les migrants africains et moyen-orientaux cherchant à rejoindre l'Europe. En 2013, les naufrages de bateaux de migrants sont fréquents, entraînant la mort de centaines de personnes.

### Le pape François et la question migratoire
Élu en mars 2013, le pape François décide de faire de la question migratoire une priorité de son pontificat. Il choisit Lampedusa pour son premier déplacement officiel, souhaitant ainsi attirer l'attention du monde sur la situation des migrants et fustiger « la mondialisation de l'indifférence ».

## Déroulement de la visite

### Une visite sobre et symbolique
Le pape François arrive à Lampedusa le 8 juillet 2013, sans protocole officiel ni présence de représentants du gouvernement italien, souhaitant ainsi souligner la simplicité et la dimension pastorale de sa visite. Il se rend d'abord en mer, où il jette une couronne de fleurs en mémoire des migrants disparus.

### Messe sur le terrain de sportArena
Il célèbre ensuite une messe sur le terrain de sport Arena, en présence de nombreux habitants et migrants. L'autel est une barque peinte, et le bâton pastoral ainsi que le calice sont réalisés avec du bois récupéré sur des embarcations de migrants,.

## Homélie et messages

### Dénonciation de l'indifférence
Dans son homélie, le pape François dénonce la « mondialisation de l'indifférence » et interpelle la conscience collective :

« Nous avons perdu le sens de la responsabilité fraternelle ; nous sommes tombés dans l'attitude hypocrite du prêtre et du lévite dont parle Jésus dans la parabole du Bon Samaritain : nous voyons notre frère à moitié mort au bord de la route, peut-être pensons-nous 'pauvre gars', et continuons notre chemin, ce n'est pas notre affaire. »

Il appelle à une prise de conscience face à la tragédie des migrants et à une solidarité active pour prévenir de nouveaux drames.

### Appel à la compassion
Le pape François adresse également un salut particulier aux immigrés musulmans présents, alors que le jeûne du Ramadan est sur le point de commencer, et remercie les habitants de Lampedusa pour leur « solidarité ».

## Réactions et postérité

### Réactions immédiates
La visite du pape à Lampedusa suscite une large couverture médiatique et est saluée par de nombreuses organisations humanitaires. Elle marque un tournant dans la manière dont l'Église catholique aborde la question migratoire.

### Impact durable sur le pontificat
Ce voyage inaugure une série d'initiatives et de prises de position du pape François en faveur des migrants, notamment sa visite à Lesbos en 2016, où il ramène avec lui des familles de réfugiés au Vatican. L'engagement du pape pour les migrants reste une constante de son pontificat, jusqu'à sa mort en avril 2025, où il est unanimement reconnu comme un défenseur des droits des personnes déplacées.